# Estación Central de Wiesbaden
La Estación Central de Wiesbaden (en alemán Wiesbaden Hauptbahnhof) es la estación más grande de la capital del estado federado alemán de Hesse. La estación terminal o en fondo de saco se comenzó a construir en 1904 y abrió sus puertas a los viajeros en la primavera de 1906. En 2011 se iniciaron las obras para rehabilitarla a fondo y en 2013 se inauguró oficialmente. 
Se encuentra a un kilómetro al sur del casco histórico de la ciudad, en el barrio de Südost. 
Cerca de 46.000 viajeros utilizan diariamente la estación y por ella circulan unos 250 trenes. Las compañías de transporte de pasajeros que operan en ella son Deutsche Bahn y empresas regionales. El destino directo más frecuente es la estación central de Fráncfort del Meno. En una hora, hasta 6 trenes suburbanos (S-Bahnen) pueden llegar a salir de la estación.

## Líneas

#### S-Bahn
La estación central de Wiesbaden es la parada terminal de las siguientes líneas de la S-Bahn Rin-Meno. Estas líneas se caracterizan por dar servicio a muchas estaciones y tener un horario ajustado.
| Línea | Ruta |
| ----- | --- |
|       | Wiesbaden – Fráncfort-Höchst – Fráncfort del Meno – Offenbach del Meno - Rödermark-Ober Roden                    |
|       | Wiesbaden – Maguncia – Aeropuerto de Fráncfort del Meno – Fráncfort del Meno – Offenbach del Meno - Hanau        |
|       | Wiesbaden – Maguncia-Kastel - Aeropuerto de Fráncfort del Meno – Fráncfort del Meno – Offenbach del Meno - Hanau |

#### Regionalbahn
También hay líneas que tienen un recorrido más largo y hacen menos paradas que la S-Bahn. En alemán, estos trenes se llaman Regionalbahn (RB). 
| Línea | Ruta                                                                           |
| ----- | ------------------------------------------------------------------------------ |
| RB 10 | Neuwied – Koblenz – Rüdesheim (Rhein) – Wiesbaden Hbf – Fráncfort del Meno     |
| RB 21 | (Limburg (Lahn) – Idstein –) Niedernhausen – Wiesbaden-Igstadt – Wiesbaden Hbf |
| RB 33 | Wiesbaden Hbf – (Maguncia –) Ingelheim – Bad Kreuznach (– Idar-Oberstein)      |
| RB 75 | Wiesbaden Hbf – Maguncia – Darmstadt – Dieburg – – Aschaffenburg               |

#### ICE
El Intercity-Express es el servicio de trenes de larga distancia de Deutsche Bahn. Algunos trenes de larga distancia paran en Wiesbaden, pero sólo el ICE 50 pasa cada dos horas por Fráncfort, Fulda y Erfurt hasta Dresde.

#### Autobuses
La ESWE Verkehrsgesellschaft es la organización de transporte público local que opera los autobuses urbanos en todos los distritos de Wiesbaden. En el infobox, estos autobuses son de color lila. Además, en la estación principal también paran los autobuses regionales (de color azul), que son operados por varias empresas en nombre de la asociación de transporte Rin Meno (en alemán: Rhein-Main-Verkehrsverbund, RMV) hacia Rüdesheim, Hofheim y el Taunus, entre otros lugares. La RMV organiza el transporte público local en toda la región del Rin-Meno.